# Szwanidzor
Szwanidzor – wieś w Armenii, w prowincji Sjunik. W 2011 roku liczyła 312 mieszkańców.